# George Francis FitzGerald

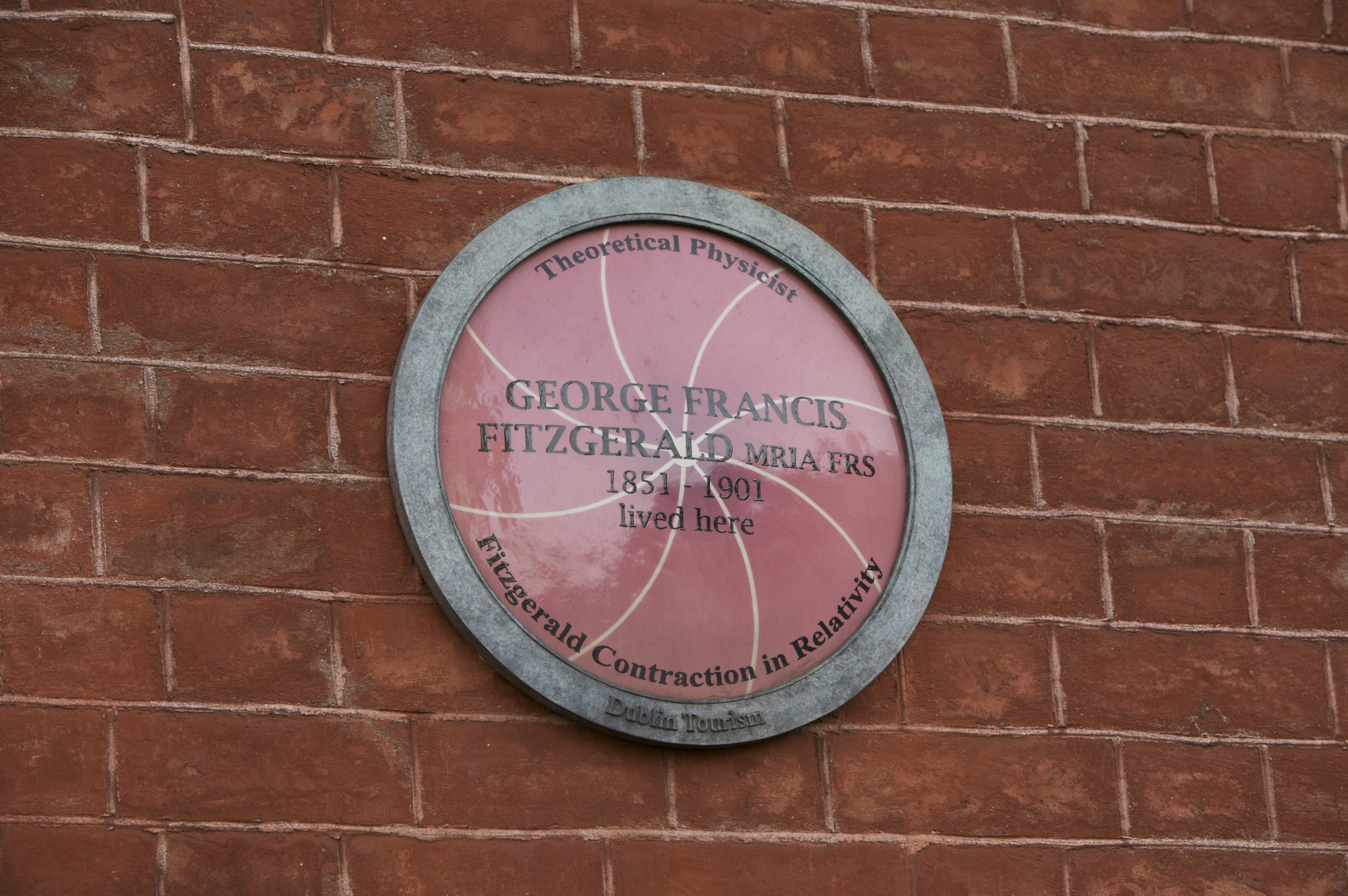
Emléktábla az Ely Place 7 alatt Dublinban, ahol FitzGerald élt - „George Francis FitzGerald elméleti fizikus, MRIA FRS”

George Francis FitzGerald (1851. augusztus 3., Dublin, Írország - 1901. február 22., Dublin) ír fizikus, a „természetfilozófia” professzora a dublini Trinity College-ban. A 19. század utolsó negyedében tevékenykedett.

## Élete és ténykedése a fizikában
Dublinban született, a Lower Mount Street 19. szám alatt William FitzGerald tiszteletes és felesége, Anne Francis Stoney fiaként. Apja az erkölcsfilozófia professzora volt a Trinityben és plébános a St Anne-ben (Dawson Street), majd 1862-ben püspökké nevezték ki.
George 16 évesen lett a Trinity diákja. 1871-ben végzett.  1877-ben ösztöndíjat kapott. Tanított, majd a Kísérleti Fizika tanszék tagja lett 1881-ig, amikor kinevezték a természetfilozófia professzorának (értsd: fizika).
Oliver Lodge, Oliver Heaviside és Heinrich Hertz mellett FitzGerald is vezetője volt annak a mozgalomnak, ami felülvizsgálta, bővítette, tisztázta és megerősítette James Clerk Maxwell matematikai elméletét az elektromágneses térről az 1870-es és 1880-as években.
FitzGerald kutatásai az optika és az elektromágnesség területén folytak. 1883-ban elektromos töltések sugárzásának meghatározásával foglalkozott, és előre megjósolta Hertz kísérleteinek lehetséges kimenetelét. 1883-ban Maxwell egyenletei alapján FitzGerald egy eszközt javasolt, ami gyorsan váltakozó elektromos áramot hozott volna létre, hogy azzal elektromágneses hullámokat keltsenek. Ezzel később kísérletileg igazolni lehetett Heinrich Hertz német fizikus 1888-ban közölt elméleti eredményeit ezekről a hullámokról.
FitzGeraldot 1883-ban a Royal Society tagjává választották.
FitzGerald George Johnstone Stoney ír fizikus unokaöccse volt, aki az „elektron” kifejezést javasolta.

## A hosszkontrakció
FitzGerald leginkább 1889-ben megjelent írása után ismert: „Az éter és a Föld atmoszférája” (The Ether and the Earth's Atmosphere), amiben leírja, hogy minden mozgó test a mozgásának irányában megrövidül. 1889-ben ennek mértékére a v2/c2 összefüggést adta meg. Sejtése szerint ez magyarázattal szolgál a Michelson-Morley kísérletben kapott eredményre. FitzGerald ezt részben barátja, Oliver Heaviside villamosmérnök egyenleteire alapozta.
Hendrik Lorentz holland fizikus nagyon hasonló ötlettel állt elő 1892-ben, amit részletesen kidolgozott. Ez később Lorentz-transzformáció néven vált ismertté.
A Lorentz-FitzGerald transzformáció a speciális relativitáselmélet alapvető része, az erről szóló elméletet Albert Einstein publikálta 1905-ben.
FitzGerald súlyos emésztési zavaroktól szenvedett rövid élete során. Egy műtét után halt meg otthonában 1901. február 22-én.

## Elismerések, díjak
- 1883: a Royal Society tagjává választották
- 1899: Royal-érem

## Fordítás
Ez a szócikk részben vagy egészben  a   George Francis FitzGerald című angol Wikipédia-szócikk fordításán alapul.  Az eredeti cikk szerkesztőit annak laptörténete sorolja fel. Ez a jelzés csupán a megfogalmazás eredetét és a szerzői jogokat jelzi, nem szolgál a cikkben szereplő információk forrásmegjelöléseként.